# Нильс Орхусский
Ни́льс Орхусский (дат. Niels af Århus; ок. 1150 — 1180) — внебрачный сын короля Дании Кнуда V, святой.

## Биография
Нильс Орхусский был внебрачным сыном короля Дании Кнуда V от неизвестной женщины. Он был братом Вальдемара, епископа Шлезвигского и принца-архиепископа Бременского. Его мать скончалась вскоре после его рождения, а отец Кнуд V был убит в 1157 году. Нильс воспитывался своей бабушкой по линии матери.
В молодом возрасте покинул королевский двор и удалился в деревню Скибби, около Орхуса. Нильс вёл аскетический образ жизни, проводил время в молитвах и покаяниях. В Скиби он построил церковь и завоевал репутацию благочестивого человека. Скончался в 1180 году от болезни и по своей просьбе был похоронен в маленькой деревянной часовне в приделах церкви Святого Климента. В последующие годы на месте сгоревшей деревянной церкви в Орхусе был построен Орхусский собор.

## Память
Несмотря на то, что он не был канонизирован, жители Орхуса почитали его как святого в течение нескольких столетий. Даже после Реформации люди искали святой источник, который носил его имя.
День памяти — 1 ноября.